# 보길도

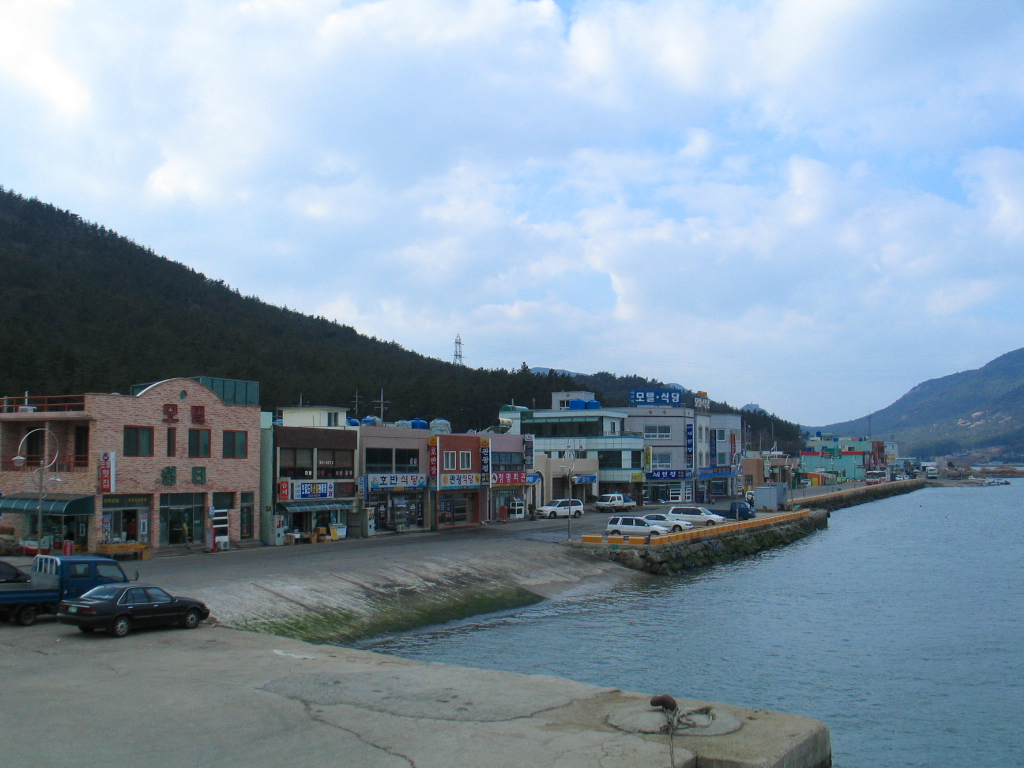
청별항

보길도(甫吉島)는 대한민국 남해안의 섬으로, 전라남도 완도군 보길면에 속한다. 면적은 약 32km2.